# Paintsville (Kentucky)
Paintsville es una ciudad ubicada en el condado de Johnson en el estado estadounidense de Kentucky. En el Censo de 2010 tenía una población de 3459 habitantes y una densidad poblacional de 484,06 personas por km².

## Geografía

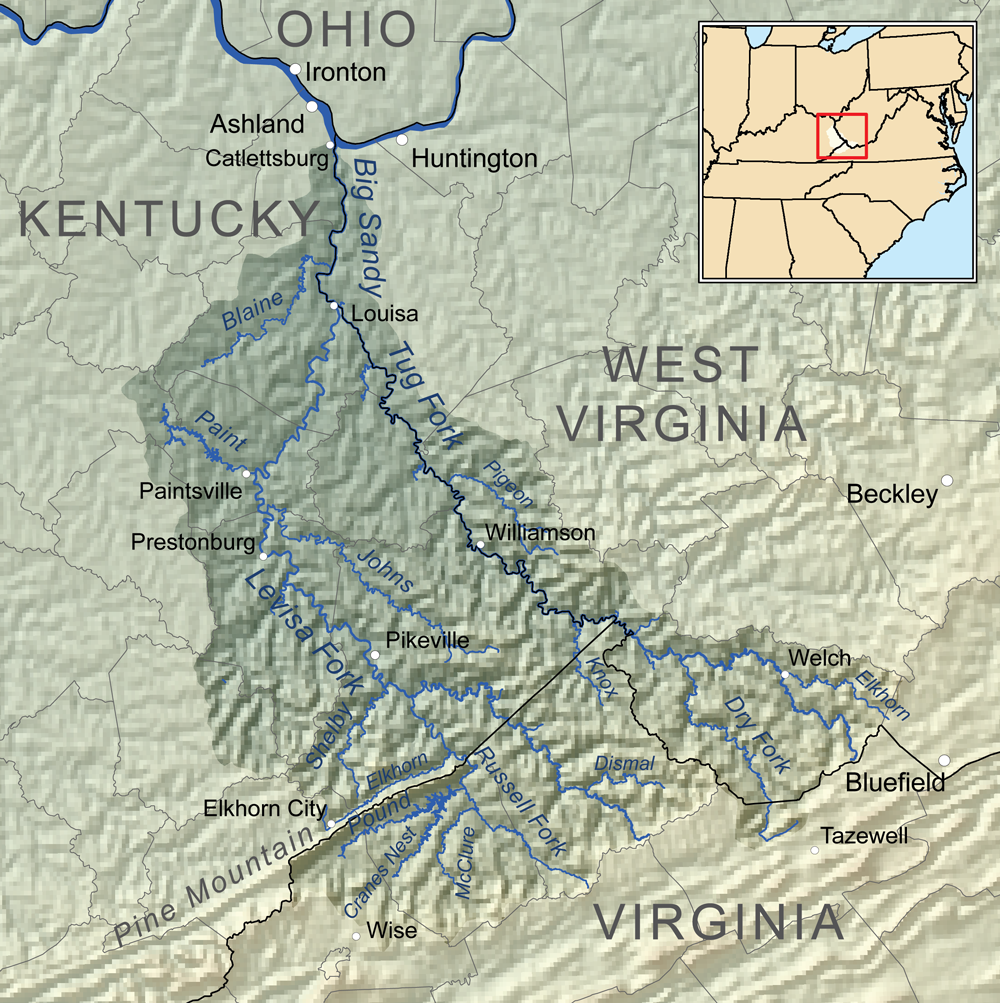
Mapa del río Big Sandy en el que aparece en el centro y a la izquierda, Paintsville

Paintsville se encuentra ubicada en las coordenadas 37°48′43″N 82°48′15″O / 37.81194, -82.80417. Según la Oficina del Censo de los Estados Unidos, Paintsville tiene una superficie total de 7.15 km², de la cual 6.9 km² corresponden a tierra firme y (3.44%) 0.25 km² es agua.

## Demografía
Según el censo de 2010, había 3459 personas residiendo en Paintsville. La densidad de población era de 484,06 hab./km². De los 3459 habitantes, Paintsville estaba compuesto por el 98.21% blancos, el 0.14% eran afroamericanos, el 0.14% eran amerindios, el 0.26% eran asiáticos, el 0.03% eran isleños del Pacífico, el 0.12% eran de otras razas y el 1.1% pertenecían a dos o más razas. Del total de la población el 0.38% eran hispanos o latinos de cualquier raza.